# Ungheria ai Giochi della XXVI Olimpiade
L'Ungheria partecipò ai Giochi della XXVI Olimpiade, svoltisi ad Atlanta, Stati Uniti, dal 19 luglio al 4 agosto 1996, con una delegazione di 212 atleti impegnati in ventiquattro discipline.

## Risultati

### Calcio
- Uomini

| Atleta | Classifica |                     |
| --- | --- | ------------------- |
| V · D · M Nazionale olimpica ungherese · Calcio ai Giochi Olimpici Estivi 1996 1 Szűcs · 2 Hrutka · 3 Sebők · 4 Mátyus · 5 Pető · 6 Lendvai · 7 Dombi · 8 Sándor · 9 Szanyó · 10 Lisztes · 11 Egressy · 12 Molnár · 13 Madar · 14 Zavadszky · 15 Preisinger · 16 Szatmári · 17 Dragóner · 18 Sáfár · 19 Herczeg · 21 Bükszegi · CT : Dunai | 16° |                     |
| Nazionale olimpica ungherese · Calcio ai Giochi Olimpici Estivi 1996 | |                     |
| 1 Szűcs · 2 Hrutka · 3 Sebők · 4 Mátyus · 5 Pető · 6 Lendvai · 7 Dombi · 8 Sándor · 9 Szanyó · 10 Lisztes · 11 Egressy · 12 Molnár · 13 Madar · 14 Zavadszky · 15 Preisinger · 16 Szatmári · 17 Dragóner · 18 Sáfár · 19 Herczeg · 21 Bükszegi · CT: Dunai                                                                                 | 1 Szűcs · 2 Hrutka · 3 Sebők · 4 Mátyus · 5 Pető · 6 Lendvai · 7 Dombi · 8 Sándor · 9 Szanyó · 10 Lisztes · 11 Egressy · 12 Molnár · 13 Madar · 14 Zavadszky · 15 Preisinger · 16 Szatmári · 17 Dragóner · 18 Sáfár · 19 Herczeg · 21 Bükszegi · CT: Dunai | Ungheria (bandiera) |

### Pallanuoto
| Atleta | Classifica |                     |
| --- | --- | ------------------- |
| V · D · M Nazionale maschile ungherese di pallanuoto · Giochi olimpici - Atlanta 1996 Benedek • Dala • Fodor • Gyöngyösi • Kásás • Kósz • Kuna • Monostori • Németh • Tóth F • Tóth L • Varga • Vincze · CT : János Konrád | 4° |                     |
| Nazionale maschile ungherese di pallanuoto · Giochi olimpici - Atlanta 1996 | |                     |
| Benedek • Dala • Fodor • Gyöngyösi • Kásás • Kósz • Kuna • Monostori • Németh • Tóth F • Tóth L • Varga • Vincze · CT: János Konrád                                                                                        | Benedek • Dala • Fodor • Gyöngyösi • Kásás • Kósz • Kuna • Monostori • Németh • Tóth F • Tóth L • Varga • Vincze · CT: János Konrád | Ungheria (bandiera) |